# رامداس كاثيابابا
كان رامداس كاثيابابا قديسا هندوسيًا لنيمباركا سامبرادايا. كان أشاريا الرابع والخمسون من مجتمع نيمبارك، سري سري المائة وثمانية سوامي رامداس كاثيا باباجي مهراج، معروفًا في كل مكان باسم كاثيا بابا. ولد قبل حوالي مائتي عام في قرية لوناشاماري في ولاية البنجاب.